# Brooklyn (Cullman County, Alabama)
Brooklyn ist ein gemeindefreies Gebiet im Cullman County im Bundesstaat Alabama in den Vereinigten Staaten.

## Geographie
Brooklyn liegt im Norden Alabamas im Süden der Vereinigten Staaten. Es liegt etwa 23 Kilometer südwestlich des 28.000 Hektar großen Guntersville Lake sowie 44 Kilometer östlich des William B. Bankhead National Forest.
Nahegelegene Orte sind unter anderem Baileyton (2 km nördlich), Fairview (4 km westlich), Holly Pond (4 km südlich), Arab (13 km nordöstlich) und Eva (13 km nordwestlich). Die nächste größere Stadt ist mit 170.000 Einwohnern das etwa 38 Kilometer nördlich entfernt gelegene Huntsville.

## Geschichte
In Anlehnung an eine lokale Familie wurde der Ort ursprünglich Bright genannt. Vert Schultz gab dem Ort später den Namen in Anlehnung an den New Yorker Stadtteil Brooklyn, anderen Vermutungen zufolge wurde er wegen eines nahegelegenen Bachs (engl. Brook) so genannt. Von 1890 bis 1905 wurde ein Postamt betrieben.

## Verkehr
Etwa 5 Kilometer südlich des Ortes verlaufen auf gemeinsamer Trasse der U.S. Highway 278 sowie die Alabama State Route 74. Über diese Trasse besteht im Osten Anschluss an den U.S. Highway 231 sowie im Westen an den U.S. Highway 31 und den Interstate 65.
Etwa 23 Kilometer westlich befindet sich der Cullman Regional Airport-Folsom Field.